# 去年マリエンバートで
『去年マリエンバートで』（きょねんマリエンバートで、L'Année dernière à Marienbad）は、1961年公開のフランス・イタリア合作映画。アラン・ロブ＝グリエによる脚本をアラン・レネが監督したモノクロ映画である。1961年、ヴェネツィア国際映画祭金獅子賞受賞。日本公開は1964年5月。
脚本のロブ＝グリエ自身の言によれば、黒澤明監督の『羅生門』に触発されて作られた作品である。より正確に言うならば、芥川龍之介の『藪の中』を下敷きにした作品群の一つといえる。
ココ・シャネルが衣装をデザインしたことでも有名。
2019年10月25日より、YEBISU GARDEN CINEMAにて4Kデジタル・リマスター版が公開された。

## ストーリー
主人公の男Xは、女Aと再会する。Xは去年マリエンバートで会ったと語りかけるのだが、Aは記憶していない。しかし、AはXの話を聞く内に、おぼろげな記憶を取り戻していく。Aの夫であるMは、「去年マリエンバートで」実際に何が起こったのか知っている。

## キャスト
- A - デルフィーヌ・セイリグ
- X - ジョルジュ・アルベルタッツィ（英語版）（イタリア語: Giorgio Albertazzi）
- M - サッシャ・ピトエフ（英語版）（フランス語: Sacha Pitoëff）
- 淑女たち - フランソワーズ・ベルタン、ルーチェ・ガルシア＝ヴィレ、エレナ・コルネル、フランソワーズ・スピラ、カリン・トゥーシュ＝ミトラー
- 紳士たち - ピエール・バルボー、ヴィルヘルム・フォン・デーク、ジャン・ラニエ、ジェラール・ロラン、ダビデ・モンテムーリ、ジル・ケアン、ガブリエル・ヴェルナー、アルフレッド・ヒッチコック

## スタッフ
- 監督 - アラン・レネ
- 脚本・台詞 - アラン・ロブ＝グリエ
- 撮影監督 - サッシャ・ヴィエルニ
- カメラマン - フィリップ・ブラン
- 録音 - ギィ・ヴィレット、ジャン＝クロード・マルケッティ、ルネ・ルノー、ジャン・ネニー、ロベール・カンブラキス
- 音楽 - フランシス・セイリグ
- 指揮 - アンドレ・ジレール
- オルガン演奏 - マリー＝ルイーズ・ジロー
- 編集 - アンリ・コルピ、ジャスミーヌ・シャスネ
- 美術監督 - ジャック・ソーニエ
- 装置 - シャルル・メランジェル
- コスチューム - ベルナール・エヴァン
- デルフィーヌ・セイリグの衣装 - シャネル
- メーキャップ - アレクサンドル・マルキュス
- 記録 - シルヴェット・ボードロ（フランス語版）
- スチル - ジョルジュ・ピエール
- 助監督 - ジャン・レオン、フォルカー・シュレンドルフ、フロランス・マルロー
- 製作主任 - レオン・サンツ
- 製作 - ピエール・クーロー、レイモン・フロマン

## 作品解説
後年、脚本を担当したアラン・ロブ＝グリエがこの映画の仕掛けについて語っている。
それによると、黒澤明の『羅生門』がモチーフとなっており、最初に、
1. 現在
2. Xの回想（Xにとっての主観的事実）
3. Aの回想（Aにとっての主観的事実）
4. 過去（客観的事実→Mの視点）

の4本の脚本が作られ、それらをバラバラにつなぎ合わせて、最終的な脚本が完成したという。その際に、それぞれの場面が1から4のどの脚本に該当するのかがなるべくわからないように慎重につなぎ合わされ（時間軸の入れ替えも行われている）、最終的に完成した脚本はダイヤグラムシートを伴う、非常に複雑なものになった。
さらに、このダイヤグラムシートは一部のスタッフにしか知らされていなかった。出演者はしばしば自分が何を演じたらいいのかわからず、混乱状態に陥ったが、それも全て内容をより効果的にするための計算であった。
ただ、服装やセットなどは明確に1から4の脚本で区別されていて、注意深く見れば、どの場面が1から4の脚本のどれに当たるのか判別できる仕掛けになっている。
結果として、ロブ＝グリエ曰く「非常に緻密に計算された作品で、曖昧さのかけらもない」作品になった。
スクリプト担当を務めたシルヴェット・ボードロへのインタビューによれば、この映画は「昨年」の5日間の出来事と「現在」の7日間の出来事を描いたものであり、430のシーンで構成され、「昨年」と「現在」の間を往還しながら筋が進むという。

### ロケ地
- 作品のロケ地はミュンヘンである。
- シュライスハイム城（英語版、ドイツ語版）のノイエス・シュロス（新しい城、Neues Schloss）
現バイエルン州立美術館（英語版）。映画では、男の記憶内や、額入りの写真として登場するフレデリクスバートの庭園。庭園にたたずむ人々の異様に長い影は地面に描かれたものであった[5]。
- ニンフェンブルク宮殿（Schloss Nymphenburg）[6]
主要撮影が行われたロココの宮殿。映画に登場する幾何学模様のフランス庭園はこの城の裏庭である[5]。
- アマーリエンブルク城（英語版）
オープニングの独白シーンでは、この地のシュピーゲルザール（鏡の間、Spiegelsaal）の鏡を利用した。また、男と女の最後の夜の演奏会のシーンもこの場所。

- 実際のマリエンバートは、チェコ語でマリアーンスケー・ラーズニェ（Mariánské Lázně）といい、プラハ西方約130km、カルロヴィ・ヴァリの南にある温泉療養地である。作品名はゲーテの恋愛詩『マリエンバート哀歌（英語版）』[7]に由来するが[4]、本作品とは題名以外は無関係とされている。

### この映画に度々登場するゲームについて
ゲームの名前はニムと言い、数多くのバリエーションがあるが、いずれも法則性があり、必勝法が存在する（二進排他的論理和を利用。詳細はニムの英語版を参照）。映画の中では、XとMが繰り返し対戦するが、XはMに勝つことが出来ない。必勝法のことを知っていたある記者が、「このゲームは二人の関係性を示す暗喩ですか」とレネ監督に尋ねたところ、レネは「あのゲームはMのXに対する優位性を示すために取り入れた物だが、必勝法のことは知らなかった。しかし、面白い偶然だ」と答えたという。

## ジョーク
この映画を題材としたジョーク。アラン・ロブ＝グリエ自身のお気に入りで、よく披露していたという。
警官「怪しい男だな。この辺りで窃盗事件が多発してるんだが、お前がやったんじゃないのか?」
男「違いますよ」
警官「本当か? 昨日の夜も事件があったんだが、昨日の夜はなにをしてた?」
男「昨日の夜は、映画を見てました。『去年マリエンバートで』って映画です」
警官「嘘じゃないだろうな? 本当に見たというなら、どんな話だったか説明してみろ!」